# Afroboletus costatisporus
Afroboletus costatisporus är en svampart som först beskrevs av Beeli, och fick sitt nu gällande namn av Roy Watling 1993. Afroboletus costatisporus ingår i släktet Afroboletus och familjen Boletaceae.   Inga underarter finns listade i Catalogue of Life.